# Ahmed Piro
Hadschi Ahmed Piro (arabisch الحاج أحمد پيرو; geb. 1932 in Rabat, Französisch-Marokko; gest. 15. Mai 2024 ebenda) war ein marokkanischer Musiker. Er war spezialisiert auf die arabisch-andalusische Musik, speziell das Genre Gharnati.

## Leben
Ahmed Piro Ahmed Piro, geboren in einer alten Familie von Rabat (arabisch العائلات الرباطية الأصيلة, Al-ʿA'ilat ar-Ribatiya al-Assila) maurischer Herkunft, studierte den Koran in seiner Kindheit unter der Anleitung von Othman Jorio und trat dann 1944 in die M’hammed Guessous-Schule (مدرسة محمد جسوس‎, École M’hammed Guessous) ein.
Zu seinen Schülern zählten Bahaâ Ronda (Gharnati-Musiker) und Mohamed Amine Debbi, der das Orchester des Vereins Chabab Al Andalous leitet.
Haj Ahmed Piro wurde 1992 mit dem Preis «Wissam Arida» ausgezeichnet für seine Verdienste um die Kultur Marokkos.